# Maurissa Tancharoen
Maurissa Tancharoen (/mʌˈrɪs.sʌ .tæntʃəˈroʊn/) (Los Angeles, Califòrnia, 28 de novembre de 1975) és un productora, escriptora, actriu, cantant, lletrista i ballarina estatunidenca de televisió.

## Carrera
La seva primera feina com a guionista va arribar el 2001 quan va vendre a Revolution Studios un guió en el qual dos agents del FBI asiaticoamericans investiguen una banda a Los Angeles treballant encoberts com a empleats de botiga de queviures coreans. Entre les seves feines s'inclou treballar com a ajudant de producció de Mark Tinker a NYPD Blue i amb William M. Finkelstein a Brooklyn South, a més de ser productora delegada de la sèrie DanceLife.
Com a escriptora i editora d'històries ha treballat a Agents of SHIELD, a les sèries de Starz Spartacus: Gods of the Arena, Drop Dead Diva, Dollhouse i a la sitcom de curta durada Oliver Beene. També va treballar a Spartacus: Vengeance.
A més d'escriure, Tancharoen també va exercir un breu paper d'interpretació a Dollhouse com a Kilo (com els altres actius de Los Angeles anomenats segons l'alfabet fonètic de l'OTAN), i va co-escriure i interpretar la lletra de "Remains" amb Jed Whedon per a l'episodi de Dollhouse "Epitaph One". Va co-escriure Dr. Horrible's Sing-Along Blog i va aparèixer a la pantalla com a Groupie #1, així com a la pista d'àudio al DVD "Comentary! The Musical", on canta sobre l'escassetat de papers no estereotipats a la televisió i el cinema per a actors d'origen asiàtic. Va aparèixer a la pantalla com a cantant a l'adaptació de Much Ado About Nothing de Joss Whedon de 2011, proporcionant la veu cantant de Zelda en l'episodi de la temporada 2 "The Musical" de The Legend of Neil, una paròdia basada en el videojoc The Legend of Zelda, i va realitzar cors i va ballar en el vídeo de la cançó paròdia The Guild "(Do You Wanna Date My) Avatar", publicat 17 d'agost de 2009.
Tancharoen va treballar amb Jed Whedon i Joss Whedon a The Avengers, i va ser show runner i productora delegada per a Marvel's Agents of SHIELD.

## Vida personal

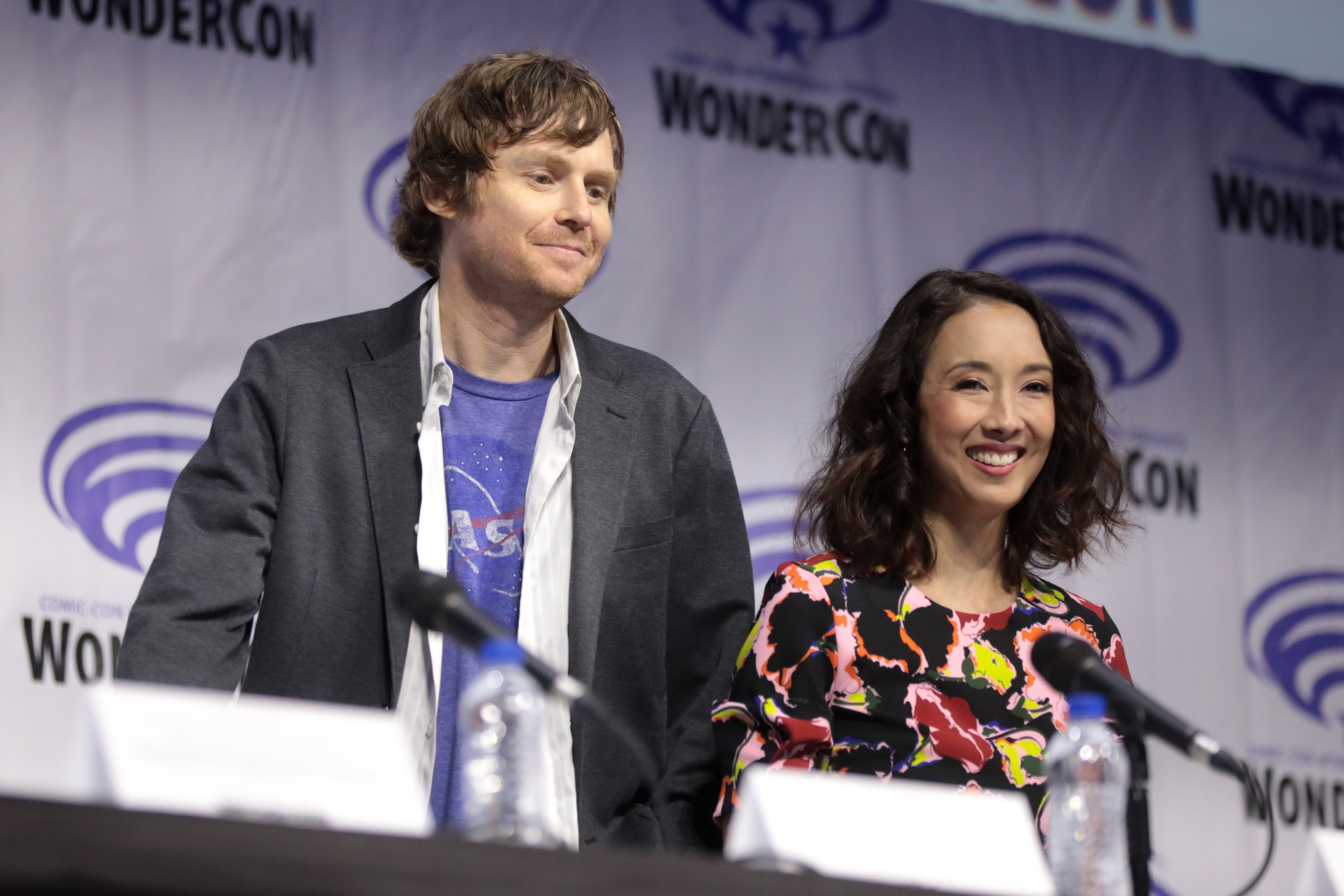
Maurissa Tancharoen al costat de Jed Whedon, el 2019.

Tancharoen és asiaticoamericana i ha dit que el seu cognom és d'origen tailandès (ตัน เจริญ). Va assistir a l'Occidental College, on va escriure dues obres de teatre que van guanyar el premi literari Argonaut & Moore. El seu pare, Tommy Tancharoen, és coordinador del transport de pel·lícules de Hollywood. El seu germà Kevin Tancharoen és un director que va debutar en cinema amb el llargmetratge Fame de 2009. El 19 d'abril de 2009 es va casar amb el seu company escriptor Jed Whedon. La seva filla, Bennie Sue Whedon, va néixer el 5 de març del 2015.
A la seva joventut, Tancharoen va ser membre de la banda de noies Pretty in Pink. La banda es va separar abans de tenir un gran èxit i poc després a Tancharoen se li va diagnosticar un lupus que requeria quimioteràpia.

## Premis
El 2009, Tancharoen va guanyar el premi Streamy a la millor redacció per a una sèrie web de comèdia per Dr. Horrible Sing-Along Blog.

## Àlbum d'estudi
- "Despertar-se" (amb Pretty In Pink) (Motown, 1991)[17]

## Filmografia

### Cinema
| Any  | Títol                  | Paper                       | Notes             |
| ---- | ---------------------- | --------------------------- | ----------------- |
| 1988 | Moonwalker             | Ballarina                   | Segment: "Badder" |
| 2003 | Headache               | Infermera EKG               | Curtmetratge      |
| 2005 | I?                     | Jessica                     | Curtmetratge      |
| 2008 | Promotion              |                             | Curtmetratge      |
| 2012 | Molt soroll per no res | Repartiment addicional Cast |                   |
| 2014 | Lust for Love          | Hazel                       |                   |

| Any        | Títol                          | Paper                | Notes                                                                                    |
| ---------- | ------------------------------ | -------------------- | ---------------------------------------------------------------------------------------- |
| 2005       | King of the Hill               | Dona iuppie #1 (veu) | Episodi: "Mutual of Omabwah"                                                             |
| 2008       | Dr. Horrible's Sing-Along Blog | Grupie #1            | Episodi: "Act III"                                                                       |
| 2009       | The Legend of Neil             | Zelda (veu cantant)  | Episodi: "Les Neilérables"                                                               |
| 2009       | Floored and Lifted             | Mo                   | Episodi: "That's Fine"                                                                   |
| 2009-2010  | Dollhouse                      | Kilo                 | 3 episodis: "The Public Eye", "Meet Jane Doe", "Epitaph Two: The Return"                 |
| 2011       | The Gild                       | Alina                | 3 episodis: "Ends and Begins", "Revolving Doors", "Downturn"                             |
| 2011, 2013 | Mortal Kombat: Legacy          | Kana                 | 3 episodis: "Scorpion & Sub Zero: Parts 1 & 2", "Liu Kang and Kung Lao Reunite in Macau" |
| 2013       | LearningTown                   | Wand-A jove          | 3 episodis: "Princess", "Viral", "Storm"                                                 |
| 2019       | Agents de SHIELD               | Sequoia              | Episodi: "Code Yellow"                                                                   |

### Treball de tripulació
| Televisió | Televisió                            | Televisió                                                 | Televisió                  |
| Any       | Títol                                | Paper                                                     | Notes                      |
| --------- | ------------------------------------ | --------------------------------------------------------- | -------------------------- |
| 2003      | Oliver Beene                         | Escriptora                                                |                            |
| 2004      | Britney Spears Live from Miami       | Escriptora; directora de segments                         | Documental per a televisió |
| 2008      | Dr. Horrible's Sing-Along Blog       | Escriptora; 3 episodis                                    | Minisèrie web              |
| 2008      | Commentary! The Musical              | Escriptora                                                | Curtmetratge musical       |
| 2009      | Drop Dead Diva                       | Escriptora; 1 episodi                                     |                            |
| 2009-2010 | Dollhouse                            | Escriptora; 6 episodis                                    |                            |
| 2011      | Spartacus: Gods of the Arena         | Escriptora; 1 episodi                                     |                            |
| 2012      | Spartacus: Vengeance                 | Coproductora (5 episodis)                                 |                            |
| 2012-2020 | Agents de SHIELD                     | Co-creadora, show runner, productora delegada, escriptora |                            |
| 2016      | Marvel's Agents of SHIELD: Slingshot | Productora executiva (6 episodis)                         |                            |